# Wałentyn Moroz

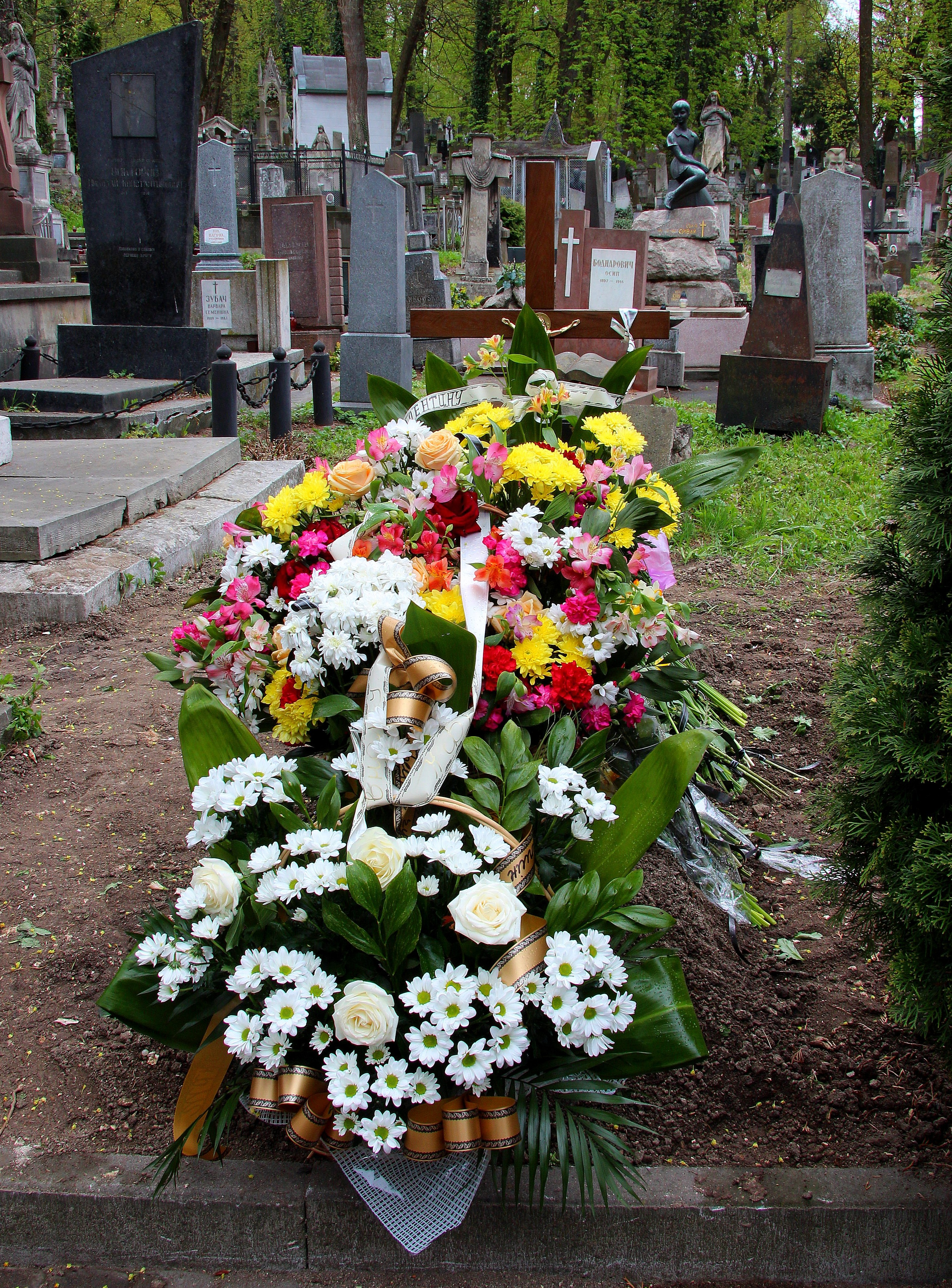
Pogrzeb Moroza, rok 2019.

Wałentyn Jakowycz Moroz (ukr. Валентин Якович Мороз, ur. 15 kwietnia 1936 w Chołoniowie, zm. 16 kwietnia 2019) – ukraiński historyk, działacz polityczny, dysydent.

## Życiorys
Urodził się w rodzinie chłopskiej. W 1958 ukończył studia na Wydziale Historycznym Uniwersytetu Lwowskiego, pracował jako nauczyciel i zastępca dyrektora szkoły średniej na Wołyniu, w 1964 wykładał historię najnowszą w Łuckim Instytucie Pedagogicznym, później w Iwano-Frankiwśkim Instytucie Pedagogicznym. Napisał pracę kandydacką na temat procesu łuckiego z 1934, jednak nie obronił tej pracy, ponieważ 1 września 1965 został aresztowany pod zarzutem agitacji antyradzieckiej i następnie skazany na 4 lata łagrów. W 1969 wypuszczony, wkrótce opublikował esej Sered snihiw z analizą zniewolenia ludzi w warunkach komunistycznych dyktatur i kilka innych tekstów. W 1970 został ponownie aresztowany i skazany na 14 lat, był więziony m.in. w łagrze o zaostrzonym rygorze w miejscowości Potma w Mordowii. W 1979 został objęty wymianą więźniów między ZSRR a USA, dokąd następnie Moroz wyjechał. Związał się tam z emigracyjną OUN-B. W latach 1980–1982 studiował w Wolnym Uniwersytecie Ukraińskim w Monachium. Jest autorem głośnego Reportaża iz zapowidnyka imeny Berii wydanego w Monachium. Na początku 1991 wrócił do Lwowa, gdzie został profesorem na uniwersytecie.